# 肥後剛
肥後 剛（ひご つよし、1988年5月5日 - ）は日本の男子プロバスケットボール選手。鹿児島県奄美市出身。

## 人物
奄美小学校、名瀬中学校、奄美高校、九州総合スポーツカレッジを卒業。
2011-13シーズンはレノヴァ鹿児島に在籍。
その後、運送業で働きつつも社会人バスケットボールチームでプレーを続け、2017年7月に行われた鹿児島レブナイズのトライアウトを経て、4年ぶりにプロチームに復帰。
2017-18シーズンから鹿児島レブナイズでプレーをしている。
身長166cmと小柄であるが、体脂肪率6%(2017年時点)、体重70kgという筋肉質の体が持ち味。
2019年現役引退。
2020年、鹿児島レブナイズU15ヘッドコーチ就任。

## 個人成績
2013-14シーズン以降のスタッツを記載。
| シーズン     | チーム           | GP | GS | MPG | FG%  | 3P% | FT% | RPG | APG | SPG | BPG | TO  | PPG |
| ------------ | ---------------- | -- | -- | --- | ---- | --- | --- | --- | --- | --- | --- | --- | --- |
| NBDL 2013-14 | レノヴァ鹿児島   | 6  |    | 0.7 | 33.3 | 0   | 50  | 0   | 0   | 0   | 0   | 0.3 | 0.3 |
|              |                  |    |    |     |      |     |     |     |     |     |     |     |     |
| B3 2017-18   | 鹿児島レブナイズ | 10 |    | 2.5 | 33.3 | 0   | 50  | 0   | 0.2 | 0   | 0   | 0   | 0.5 |
| B3 2018-19   | 鹿児島レブナイズ |    |    |     |      |     |     |     |     |     |     |     |     |